# المربض (إب)

تعديل مصدري - تعديل

المربض هي إحدى قرى عزلة البحريين بمديرية إب التابعة لمحافظة إب، بلغ تعداد سكانها 541 نسمة حسب تعداد اليمن لعام 2004.